# Міддлсборо (Кентуккі)
Міддлсборо (англ. Middlesboro) — місто (англ. city) в США, в окрузі Белл штату Кентуккі. Населення — 9405 осіб (2020).

## Географія
Міддлсборо розташоване за координатами 36°36′48″ пн. ш. 83°43′21″ зх. д. / 36.61333° пн. ш. 83.72250° зх. д. (36.613468, -83.722453).  За даними Бюро перепису населення США в 2010 році місто мало площу 19,76 км², з яких 19,53 км² — суходіл та 0,23 км² — водойми.

### Клімат
| Клімат : Міддлсборо           | Клімат : Міддлсборо | Клімат : Міддлсборо | Клімат : Міддлсборо | Клімат : Міддлсборо | Клімат : Міддлсборо | Клімат : Міддлсборо | Клімат : Міддлсборо | Клімат : Міддлсборо | Клімат : Міддлсборо | Клімат : Міддлсборо | Клімат : Міддлсборо | Клімат : Міддлсборо | Клімат : Міддлсборо |
| Показник                      | Січ.                | Лют.                | Бер.                | Квіт.               | Трав.               | Черв.               | Лип.                | Серп.               | Вер.                | Жовт.               | Лист.               | Груд.               | Рік                 |
| Абсолютний максимум, °C       | 25,0                | 26,1                | 33,9                | 33,9                | 37,8                | 38,9                | 44,4                | 40,6                | 40,0                | 34,4                | 27,8                | 25,6                | 44,4                |
| Середній максимум, °C         | 7,2                 | 10,0                | 14,4                | 20,0                | 24,4                | 28,3                | 30,6                | 30,0                | 26,7                | 20,6                | 14,4                | 8,9                 | 19,7                |
| Середній мінімум, °C          | −4,4                | −3,3                | 0,6                 | 3,9                 | 8,9                 | 14,4                | 16,7                | 16,7                | 13,3                | 6,1                 | 1,1                 | −2,8                | 6,0                 |
| Абсолютний мінімум, °C        | −27,8               | −25,6               | −20                 | −6,7                | −3,3                | 1,1                 | 5,6                 | 4,4                 | −1,1                | −8,9                | −16,1               | −23,9               | −27,8               |
| Норма опадів, мм              | 123                 | 99                  | 133                 | 99                  | 129                 | 118                 | 110                 | 112                 | 75                  | 80                  | 110                 | 113                 | 1303                |
| ----------------------------- | ------------------- | ------------------- | ------------------- | ------------------- | ------------------- | ------------------- | ------------------- | ------------------- | ------------------- | ------------------- | ------------------- | ------------------- | ------------------- |
| Джерело: The Weather Channel. |                     |                     |                     |                     |                     |                     |                     |                     |                     |                     |                     |                     |                     |

## Демографія
Згідно з переписом 2010 року, у місті мешкали 10 334 особи в 4490 домогосподарствах у складі 2799 родин. Густота населення становила 523 особи/км².  Було 4992 помешкання (253/км²).
Расовий склад населення:
| - 92,3 % — білих - 4,0 % — чорних або афроамериканців - 0,5 % — азіатів - 0,2 % — корінних американців - 0,1 % — вихідців з тихоокеанських островів |

До двох чи більше рас належало 2,6 %. Частка іспаномовних становила 1,0 % від усіх жителів.
За віковим діапазоном населення розподілялося таким чином: 21,9 % — особи молодші 18 років, 60,6 % — особи у віці 18—64 років, 17,5 % — особи у віці 65 років та старші. Медіана віку мешканця становила 41,0 року. На 100 осіб жіночої статі у місті припадало 86,0 чоловіків;  на 100 жінок у віці від 18 років та старших — 81,9 чоловіків також старших 18 років.
Середній дохід на одне домашнє господарство  становив 32 778 доларів США (медіана — 22 090), а середній дохід на одну сім'ю — 39 998 доларів (медіана — 27 360). Медіана доходів становила 35 250 доларів для чоловіків та 26 547 доларів для жінок. За межею бідності перебувало 40,2 % осіб, у тому числі 60,8 % дітей у віці до 18 років та 21,1 % осіб у віці 65 років та старших.
Цивільне працевлаштоване населення становило 2735 осіб. Основні галузі зайнятості: освіта, охорона здоров'я та соціальна допомога — 27,5 %, роздрібна торгівля — 18,6 %, виробництво — 11,2 %, мистецтво, розваги та відпочинок — 6,6 %.